# Liste der Monuments historiques in Moussey (Vosges)
Die Liste der Monuments historiques in Moussey führt die Monuments historiques in der französischen Gemeinde Moussey auf.

## Liste der Immobilien
| Bezeichnung | Beschreibung                                                                                             | Standort                 | Kennzeichnung | Schutzstatus | Datum | Bild           |
| ----------- | --- | ------------------------ | ------------- | ------------ | ----- | -------------- |
| Spinnerei   | neugotisches Schloss, Eiskeller mit Teich und Werkstattgebäude mit Treppengiebel, zwischen 1858 und 1861 | 2 rue de la Ferme (Lage) | PA00107209    | Inscrit      | 1988  | weitere Bilder |